# Fallhöjd (roman)
Fallhöjd (originaltitel: A Long Way Down) är en roman av Nick Hornby. Den kom ut på engelska 2005 och kom ut översatt till svenska samma år. Den svenska översättningen gjordes av Erik Andersson.